# Pomatiopsidae
Pomatiopsidae is een familie van weekdieren uit de klasse van de Gastropoda (slakken).

## Geslachten
- Bacbotricula Neubauer & Schneider, 2012 †
- Blanfordia A. Adams, 1863
- Bouryia Cossmann, 1888 †
- Cecina A. Adams, 1861
- Coxiella E. A. Smith, 1894
- Coxielladda Iredale & Whiteley, 1938
- Floridiscrobs Pilsbry & McGinty, 1949
- Fukuia Abbott & Hunter, 1949
- Hubendickia Brandt, 1968
- Idiopyrgus Pilsbry, 1911
- Kunmingia Davis & Kuo, 1984
- Lacunopsis Deshayes, 1876
- Lithoglyphopsis Thiele, 1928
- Oncomelania Gredler, 1881
- Pachydrobia Crosse & P. Fischer, 1876
- Paraprososthenia Annandale, 1919
- Pomatiopsis Tryon, 1862
- Spiripockia Simone, 2012
- Tomichia Benson, 1851
- Tricula Benson, 1843
- Vietricula Dang & Ho, 2010